# Многострадална Геновева
„Многострадална Геновева“ е немска драма по средновековна легенда. Авторството се отнася към Лудвиг Тик (1773 – 1853). В България почти всеки читалищен театър по време на Възраждането прохожда с постановка на тази пиеса.
„Многострадална Геновева“ е преведена от Кръстьо Пишурка през 1857 г., когато в Лом се установява врачанинът Ангелаки Йованчов и и двамата замислят първото „театро“ в града. Осъществяването на тази идея превръща Лом във втория град, в който има театрално представление, след постановката на Сава Доброплодни и чехът Йозев Майзнер на комедията „Михал Мишкоед“ в град Шумен.
За първенството по отношение на мястото на поставяне и преводача, би могло да се спори, тъй като и Павел Тодоров от Лясковец, учител в Болградската гимназия, е превеждал „Геновевата“ през същата година. Изданието е под наслов „Многострадална Геновева или жалостно позорище на петъ действия. Напечата ся съ иждивението на Петра Стоянова, търновчанинъ, Букурещъ въ книгопечатнята Стефана Расидеска, 1865“. Първото театрално представление е във Велико Търново и се състои в големия коридор на конака.
Сюжетът, изчистен от присъщата за времето средновековна мистика, описва историята на Пфалцката графиня Геновева. Подчертаният характер на драмата като поучителна семейна трагедия с повика на героинята: „Зигфриде,... иди в името божие, стъпи на пътят на славата, която ти се показва, бори се за милото наше отечество!“ екзалтира публиката с предизвиканите асоциации с поробените българи. Оригиналният, некоригиран от Кръстьо Пишурка текст, е със заглавие „Животът и смъртта на Света Геновева“ (на немски: Leben und Tod der heiligen Genoveva).